# Lagomeryx
Genre
Lagomeryx est un genre d'ongulé artiodactyle ayant vécu en Eurasie du Miocène inférieur au Miocène moyen. Ses fossiles ont été découverts en Europe et en Asie.

## Description

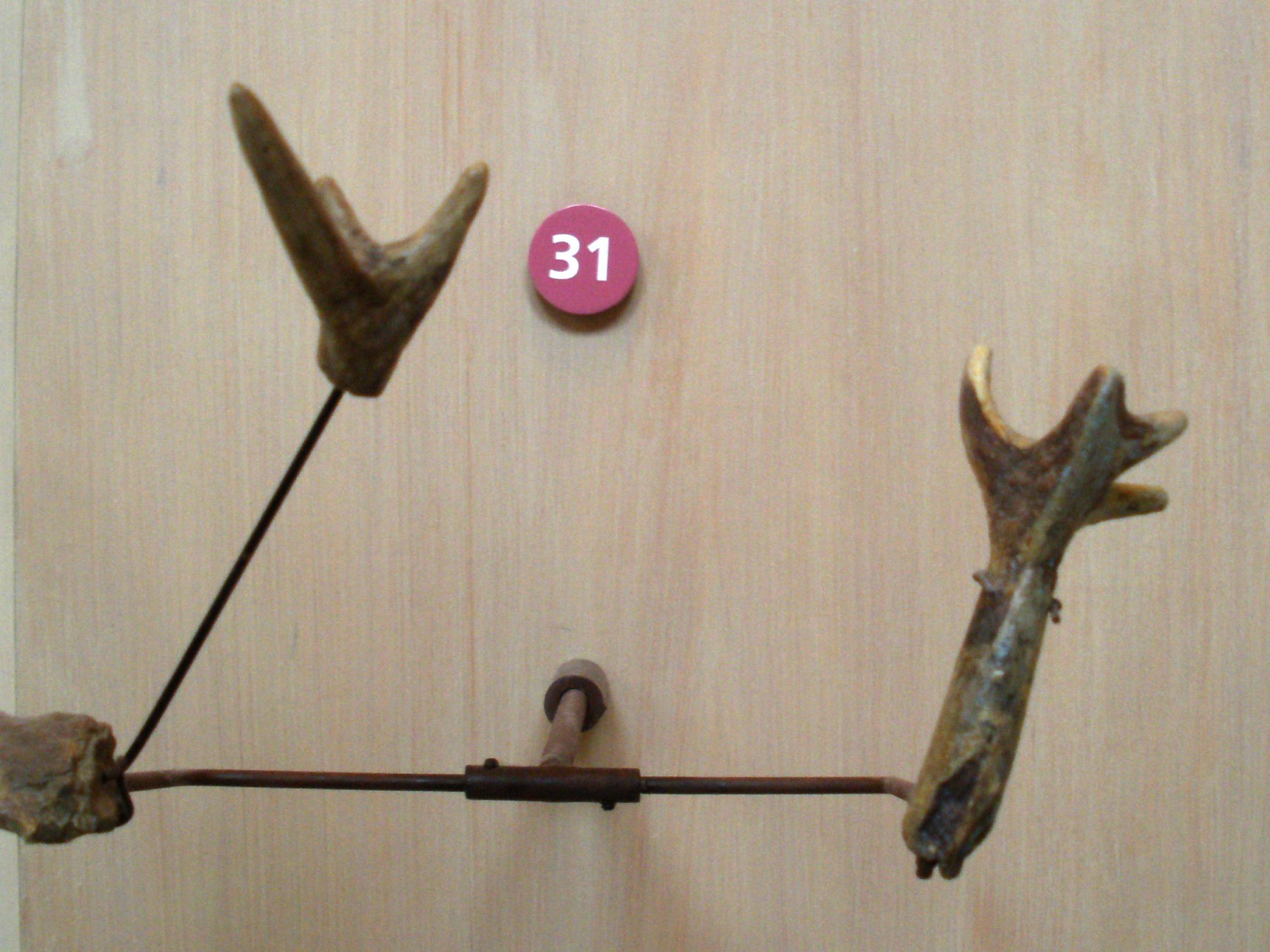
Fossiles de Lagomeryx au Muséum américain d'histoire naturelle de New York.

Ces animaux n'étaient pas très différents des chevrotains actuels, mais ils avaient deux petites cornes sur la tête. Ils étaient de très petite taille (Lagomeryx signifie « lapin ruminant »). L'espèce la plus petite, Lagomeryx pumilio, était de la taille d'un lièvre.
Lagomeryx et ses cousins les plus proches (comme Ligeromeryx et Stephanocemas) possédaient de nombreux caractères primitifs ressemblant à ceux des porte-musc, comme la présence de deux canines allongées chez les mâles adultes. Leurs excroissances crâniennes se formaient sur deux pédicules relativement courts. Chez les espèces les plus menues (comme Lagomeryx pumilio) ces bois étaient minuscules, ne dépassant pas 1,5 cm.

## Liste d'espèces
- L. colberti
- L. complicidens
- L. manai Kantapon Suraprasit et al. 2014[1]
- L. parvulus[2]
- L. pumilio[2]
- L. ruetimeyeri Thenius, 1948
- L. simpsoni
- L. teilhardi[3]
- L. triacuminates[3]
- L. tsaidamensis[3]

L'espèce-type est Lagomeryx ruetimeyeri, qui pouvait atteindre la taille d'un muntjac actuel, et qu'on trouve principalement en Allemagne et en France. Les autres espèces européennes sont le minuscule L. pumilio et L. parvulus, de taille intermédiaire entre les deux autres. Les espèces asiatiques comprennent L. complicidens et L. colberti de Chine, cette dernière plus spécialisée et possédant des cornes plus longues. L. manai, découvert en Thaïlande, était grand et probablement apparenté à L. complicidens.